# Penny Flame
Penny Flame (22 de febrer de 1983 a Aurora, Colorado) és una model de fotografia eròtica, directora de cinema i ex-actriu pornogràfica nord-americana. Ha rodat prop de 300 pel·lícules i té 6 Premis AVN. El 2009, es va retirar del cinema pornogràfic, ha participat en diversos reality shows, que han estat emesos en la televisió estatunidenca, on fa servir el seu nom real Jennifer Ketcham.

## Biografia
Penny va néixer a l'estat de Colorado, i va créixer en la ciutat de San Francisco.
El 2002 va decidir entrar en el món del porno. Tot i que va debutar amb el nom de Penny Lane en la pel·lícula Sex Addicts 1 no va trigar a adoptar el nom de Penny Flame: una combinació entre la cançó dels Beatles titulada Penny Lane i la seva gran afició a fumar.
Inicialment va filmar principalment escenes lèsbiques. A partir de 2005 va començar a rodar escenes heterosexuals de manera més habitual, tot i que no va deixar les pel·lícules de temàtica lèsbica.
En aquell mateix any, la pel·lícula Darkside (amb la qual va aconseguir 2 Premis AVN) li va donar definitivament la fama.
Des d'aleshores, l'actriu ha rodat per a les principals productores nord-americanes, sent Shane's World la més habitual. A més, és freqüent veure-la en vídeos de la productora Naughty America.
El 2008, Vivid Entertainment Group va demanar-li posar-se al capdavant d'una nova línia de títols de carècter didàctic. Penny Flame's Expert Guide to Hand Jobs for Men and Women va ser el primer títol de la col·lecció.
En abril de 2009, Penny va iniciar una teràpia per guarir la seva addicció al sexe, interrompent amb això la seva carrera. Per això va ingressar en el Pasadena Recovery Center, i va pendre part en una rehabilitació sexual, amb el raper Dr. Dre, en un reality show de la cadena VH1, a on personatges famosos tracten de superar davant la càmera la seva addicció al sexe.
En març de 2010, Penny va participar en la segona temporada de Celebrity Rehab un programa a on es mostra l'evolució dels pacients que ja han estat rehabilitats. Penny està a favor de legalitzar el cànnabis.

## Premis
- 2005 Premi AVN a la millor escena de masturbació per Repo Girl[7]
- 2006 Premi AVN a la millor escena de sexe en parella per Darkside (amb Herschel Savage)[8]
- 2006 Premi AVN a la millor escena de sexe en grup per Darkside (amb Alicia Alighatti, Dillan Lauren, Hillary Scott, Randy Spears & John West)[8]
- 2008 Premi AVN a la millor actriu per Layout[9]
- 2008 Premi AVN a la millor escena de sexe en parella per Layout (amb Tom Byron)[9]
- 2008 Premi FAME a la millor actriu de l'any realitzant sexe oral[10]
- 2010 Premi AVN a la millor actriu de repartiment per Throat: A Cautionary Tale[11]